# Thamnostoma dibalium
Thamnostoma dibalium is een hydroïdpoliep uit de familie Bougainvilliidae. De poliep komt uit het geslacht Thamnostoma. Thamnostoma dibalium werd in 1851 voor het eerst wetenschappelijk beschreven door Busch. 